# یارمیش
یارمیش (به ازبکی: Yormish) یک منطقهٔ مسکونی در ازبکستان است که در ولایت خوارزم واقع شده‌است.